# Маттафія Хасмоней
Маттафія Хасмоней (івр. מַתִּתְיָהוּ הַכֹּהֵן בֶּן יוֹחָנָן, Матітьягу, Матітьягу га-Коген бен Йоганан, нар.? — пом. 166 до н. е.) — священик з когенів роду Аарона. Був одним з організаторів повстання проти Селевкідів. Є засновником царського та первосвященицького роду Хасмонеїв, що панував над Юдеєю у 165 — 63 роках до н. е; похований у Модіїні.

## Походження
Походження Маттафії Хасмонея приведено у першій книзі Макавеїв та у Йосипа Флавія у Юдейські війні наведено його походження від Хасмонея. У нього було 5 синів: Йоханан, по прізьвиську Кадеш, Симон-Матхес (чи Тассі), Юда Макавей (Єгуда га-Макабі), Елеазар-Аваран та Йонатан-Апфус.

## Повстання Макавеїв

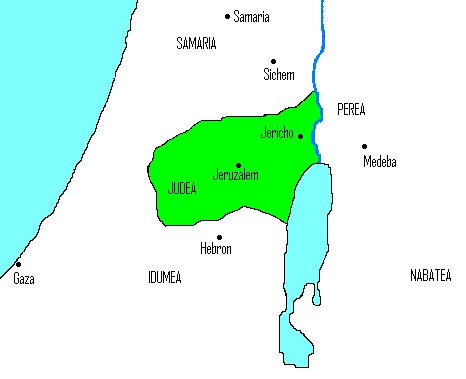
Юдея після початку повстання Маккавеїв

У ці часи Юдеєю правив Антіох IV, греко-сирійський цар Держави Селевкідів, який проводив жорстку політику еллінізації (поширення грецької мови, релігії та культури) щодо єврейського населення Юдеї. Ключовим елементом такої політики було прагнення спонукати або змусити євреїв відмовитися від особливостей своєї віри і ввести в Юдеї грецьку культуру і релігію. У 167 р. до н. е. Антіох перетворив Єрусалимський Храм в святилище Зевса Олімпійського. Апогеєм гонінь на юдаїзм стали язичницькі жертвоприношення у головній єврейської святині — Єрусалимському Храмі. Ображене релігійне почуття юдеїв викликало вибух обурення в їх середовищі, який вилився в озброєне повстання у 166 році до н. е. Початком повстання стало вбивство Маттафією у його місці поселення — Модіїні єврея, який приніс жертву на вівтарі, побудованому греками.
У 1-ій книзі Макавеїв та й у Йосипа Флавія міститься одна і та ж версія подій. У Модіїн прибули сирійські чиновники на чолі яких був якийсь Апеллес. Чиновники звернулися до Маттафії, який мав серед односельців великий авторитет, щоб він подав приклад всім присутнім і приніс жертву на вівтар язичницького божества. Але Маттафія відповів:

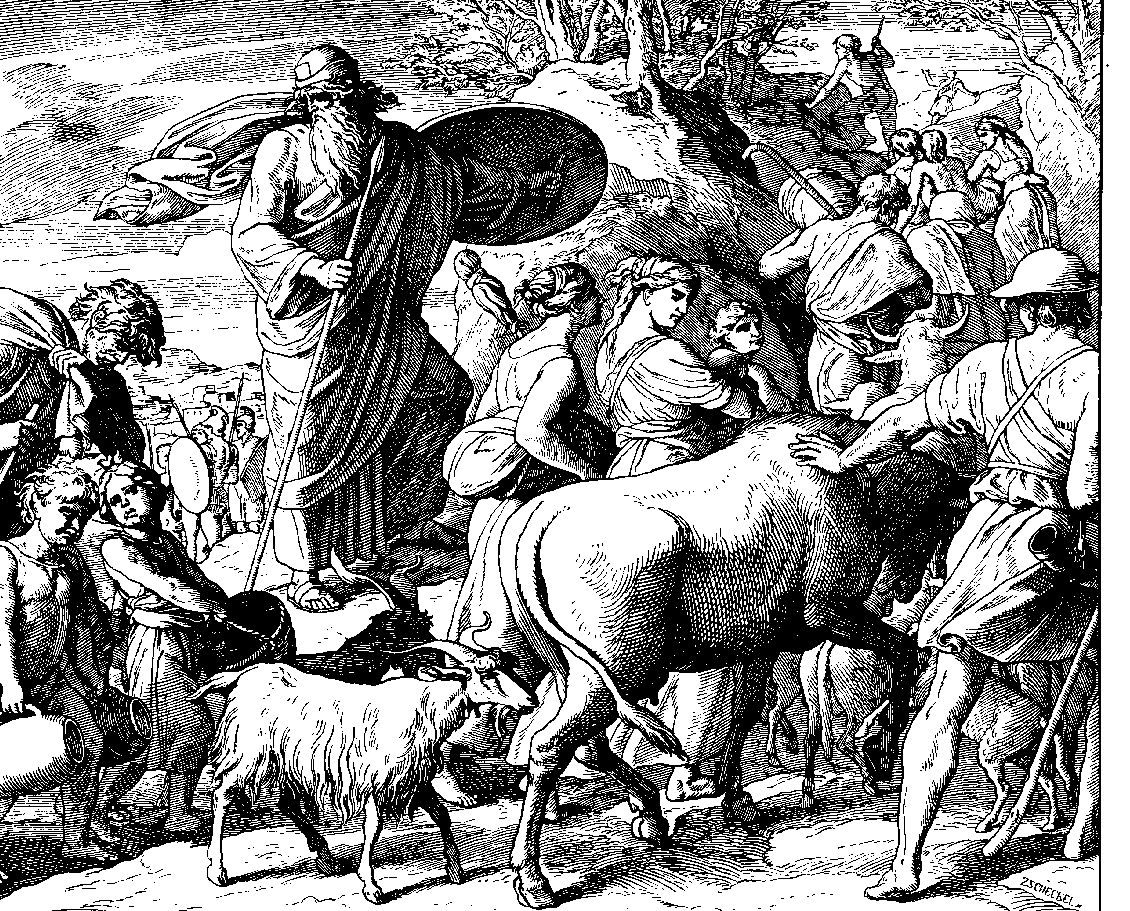
Матітьягу та його послідовники

Навіть якби всі народи в державі царській послухалися царя й усі до одного відступили від своєї батьківської віри і прийняли його накази, я з моїми синами й братами буду пильнувати Союз батьків наших. Хай Бог боронить, щоб ми покинули Закон і установи! Слів царських ми слухати не будем, щоб відступити від нашої віри, чи то направо, чи наліво..

Тим не менш, деякі з присутніх євреїв, здавалося, вже готові були перейти на бік сирійців. І коли один з них хотів все-таки зробити язичницьке жертвоприношення, Маттафія убив відступника, який мав виконати наказ, так само як і сирійського чиновника. A потім звернувся до жителів Модііна зі словами: «Нехай прийдуть всі, хто любить справедливість і право і підуть за мною». Після цього Маттафія з родиною втік у гори і незабаром об'єднав і очолив повстанські загони, які раніше діяли в Юдеї та південній Самарії. Священик Маттафія, що встав на чолі повсталих, заважав діяльності царської адміністрації, здійснював напади на сусідні місцевості, руйнуючи поганські вівтарі, караючи відступників від віри предків і євреїв лояльних новій політиці. Маттафія незабаром помер (166 р. до н. е.), але його дії призвели до втрати сирійського адміністративного контролю в Юдеї.

## Смерть Маттафії

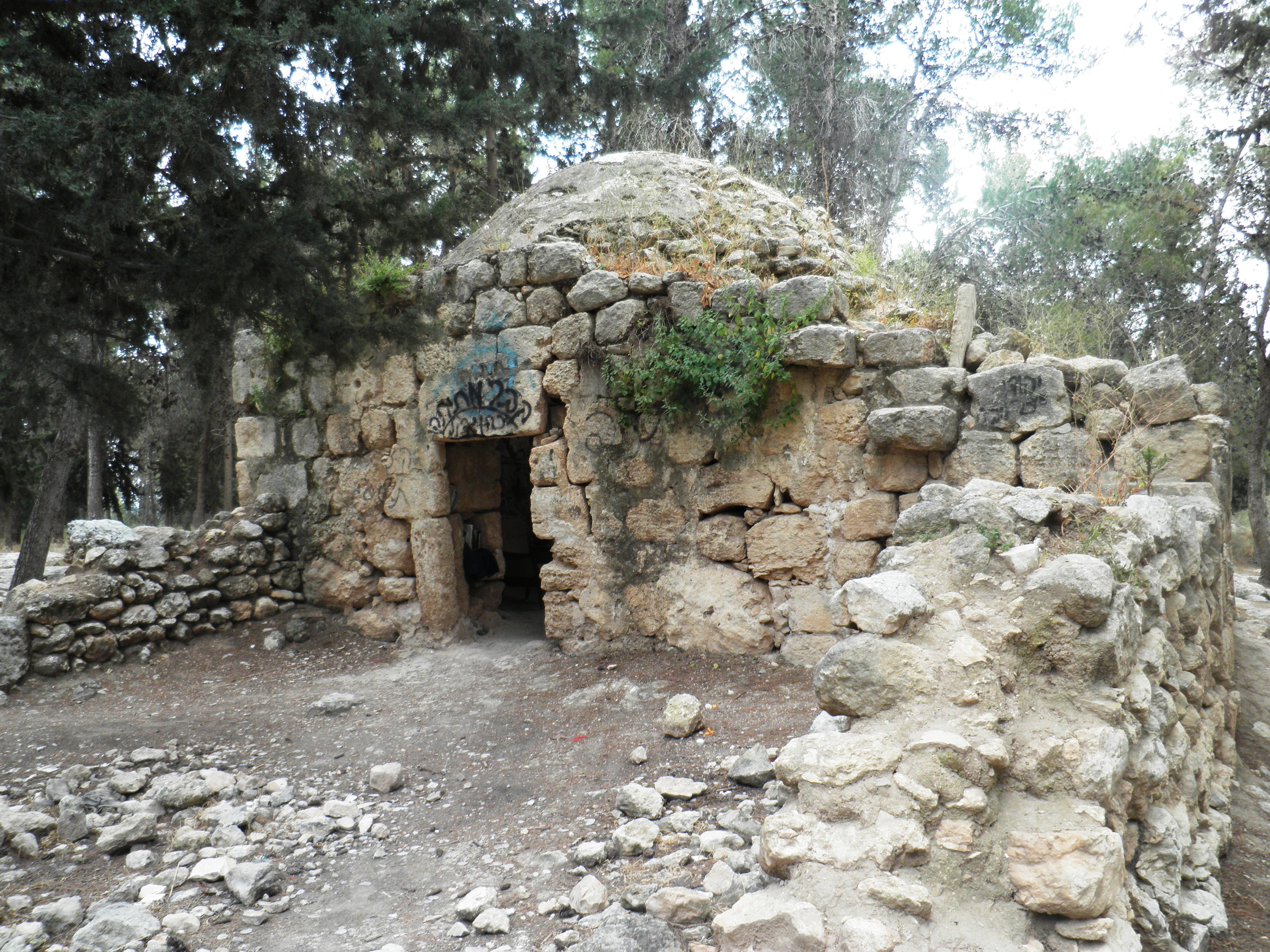
Могила Маттафії Хасмонея

Маттафія очолював повстання лише рік проте перед смертю зміг призначити наступників для керівництва подальшої боротьбою. Він призначив свого другого сина Симона (Шімона) Хасмонея політичним радником, а свого третього сина Юду Маккавея (Єгуда га-Макабі) воєначальником. Молодший син Маттітії — Йонатан Хасмоней, став первосвящеником в Єрусалимському храмі, а нащадки Симона — царями нової династії Хасмонеїв.
Маттафія Хасмоней помер приблизно в 166 р. до н. е.